# Jaguar XK
Jaguar XK är en sportbil, tillverkad av den brittiska biltillverkaren Jaguar mellan 1996 och 2014. 

## XK (1996-2005)
Versioner:
| Modell  | Motor              | Cylindervolym | Effekt | Bränslesystem                  |
| ------- | ------------------ | ------------- | ------ | ------------------------------ |
| XK8 4.0 | 8-cyl V-motor DOHC | 3996 cm³      | 290 hk | Bränsleinsprutning             |
| XKR 4.0 | 8-cyl V-motor DOHC | 3996 cm³      | 370 hk | Bränsleinsprutning, kompressor |
| XK8 4.2 | 8-cyl V-motor DOHC | 4196 cm³      | 300 hk | Bränsleinsprutning             |
| XKR 4.2 | 8-cyl V-motor DOHC | 4196 cm³      | 400 hk | Bränsleinsprutning, kompressor |

## XK (2006-2014)
En ny generation XK introducerades till 2006. På bilsalongen i Detroit i januari 2009 uppdaterades modellserien med nya, större motorer. Den sista bilen tillverkades 2014-07-23.
Våren 2011 kompletterades utbudet med den kraftiga XKR-S.
Versioner:
| Modell  | Motor              | Cylindervolym | Effekt | Bränslesystem                  |
| ------- | ------------------ | ------------- | ------ | ------------------------------ |
| XK 3.5  | 8-cyl V-motor DOHC | 3555 cm³      | 260 hk | Bränsleinsprutning             |
| XK 4.2  | 8-cyl V-motor DOHC | 4196 cm³      | 300 hk | Bränsleinsprutning             |
| XKR 4.2 | 8-cyl V-motor DOHC | 4196 cm³      | 420 hk | Bränsleinsprutning, kompressor |
| XK 5.0  | 8-cyl V-motor DOHC | 5000 cm³      | 385 hk | Bränsleinsprutning             |
| XKR 5.0 | 8-cyl V-motor DOHC | 5000 cm³      | 510 hk | Bränsleinsprutning, kompressor |
| XKR-S   | 8-cyl V-motor DOHC | 5000 cm³      | 550 hk | Bränsleinsprutning, kompressor |